# Cronian
Cronian — прогрессив/авангард-метал-группа из Норвегии и Швеции, основанная в 2004 году Эйстейном Брюном и Андреасом Хедлундом, также известным как Vintersorg.

## История
Первоначально Cronian задумывался как сайд-проект гитариста Borknagar Эйстейна Брюна. В 2005 году вместе с Андреасом Хедлундом он начал сочинять музыку для проекта под рабочим названием Ion. В 2006 году они выпустили свой первый полноформатный альбом под названием Terra. Альбом был сведён известным музыкантом и продюсером Даном Сванё и выпущен лейблом Century Media Records. Позже группа подписала контракт с Indie Recordings, на котором в октябре 2008 года и вышел второй альбом Enterprise. В мае 2013 года группа объявила о заключении контракта с лейблом Season of Mist, а 8 ноября того же года вышел третий студийный альбом Erathems.

## Дискография
- 2006 — Terra
- 2008 — Enterprise
- 2013 — Erathems

## Состав
- Эйстейн Брюн — гитара, программирование (2005 — н.в.)
- Андреас Хедлунд — вокал, бас, клавишные (2005 — н.в.)